# Foma (Mosolov)
Foma (světským jménem: Nikolaj Vladimirovič Mosolov; * 30. listopadu 1978, Sekretarka) je ruský duchovní Ruské pravoslavné církve a arcibiskup odincovský a krasnogorský.

## Život
Narodil se 30. listopadu 1978 ve vesnici Sekretarka Orenburské oblasti.
Po střední škole nastoupil na Samarský duchovní seminář a 3. dubna 1999 jej arcibiskup samarský a syzraňský Sergij (Poletkin) postřihnul na monacha se jménem Foma na počest svatého Tomáše I. Konstantinopolského. Následující den byl rukopoložen na jerodiákona a jmenován přednášejícím církevní historie v duchvním semináři. Po dokočení semináře nastoupil na Moskevskou duchovní akademii.
Od 1. července 1999 byl asistentem inspektora Samarského duchovního semináře a 1. října 2001 se stal starším asistentem prorektora pro akademickou činnost. Poté vykonával funkci ekonoma semináře a 29. prosince 2002 byl rukopoložen na jeromonacha. Po kněžském svěcení byl jmenován představeným chrámu Narození přesvaté Bohorodice v Samaře. Na Velikonoce stejného roku byl povýšen na igumena.
Dne 1. září 2006 byl ustanoven prorektorem semináře pro finanční a hospodářské oddělení. Od roku 2011 vykonával službu představeného chrámu Zesnutí přesvaté Bohorodice se zachováním předchozích funkcí. Dne 28. července 2012 byl jmenován dočasným představeným Voskresenského monastýru v Samaře a 19. března 2014 jej Svatý synod jmenoval řádným představeným.
Dne 22. října 2015 byl rozhodnutím Svatého synodu zvolen biskupem žiguljovským a vikářem samarské eparchie. Dne 26. října byl povýšen na archimandritu. Biskupská chirotonie proběhla 6. prosince v Anosin Borisoglebském monastýru. Hlavním světitelem byl patriarcha moskevský a celé Rusi Kirill.
Po zřízení syzraňské eparchie se 4. května 2017 stal jejím eparchiálním biskupem. Dne 30. května 2019 byl převeden do funkce biskupa pavlovo-posadského, vikáře patriarchy moskevského a celé Rusi a prvního zástupce předsedy finančně-hospodářské správy Moskevského patriarchátu. Od června mu byla svěřena správa nad Západním vikariátem Moskvy a od července předsednictví komise pro výstavní činnost. Dne 23. července 2019 se stal vedoucím Administrativního sekretariátu MP s osvobozením od předchozí funkce.
Je členem Vyšší církevní rady, představeným chrámu Zjevení Páně v Jelochově a chrámu svatého Jakuba v Kazjoné slobodě. Dne 13. dubna 2021 byl ustanoven biskupem odincovským a krasnogorským se zachováním funkce vedoucího Administrativního sekretariátu.
Dne 2. prosince 2022 byl povýšen na arcibiskupa. V září 2023 se stal správcem Severozápadního vikariátu Moskvy a v dubnu 2024 Severovýchodního vikariátu.